# Maurício Rua
Maurício Milani Rua, wym. [mawˈɾisiu ˈʁuɐ] (ur. 25 listopada 1981 w Kurytybie) – brazylijski zawodnik mieszanych sztuk walki MMA, zwycięzca PRIDE Middleweight GP w 2005 roku oraz mistrz UFC w wadze półciężkiej w latach 2010–2011.

## Kariera MMA

### PRIDE FC

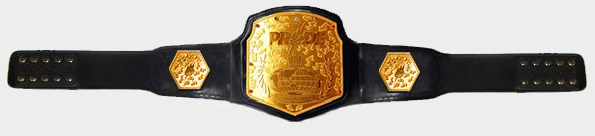
Pas PRIDE Grand Prix zdobyty przez Rue w 2005 roku

W październiku 2003, niespełna rok po rozpoczęciu profesjonalnej kariery MMA, zadebiutował w PRIDE FC – ówcześnie najbardziej prestiżowej organizacji MMA na świecie. Wygrał 4 pierwsze walki przed czasem, nokautując leżących rywali efektownymi kopnięciami.
Zwycięstwa te sprawiły, że otrzymał w 2005 roku zaproszenie do udziału w prestiżowym turnieju PRIDE Middleweight Grand Prix, w którym wystąpili najlepsi zawodnicy organizacji w wadze do 93 kg. W pierwszej rundzie Rua znokautował kopnięciami jednego z faworytów turnieju, Quintona Jacksona. W ćwierćfinale stoczył zażarty bój z rodakiem Antônio Rogério Nogueirą, którego pokonał przez decyzję sędziów. Walka ta jest uznawana za jedną z najlepszych w historii PRIDE FC. Półfinały i finał zostały rozegrane jednego dnia – 28 sierpnia 2005 roku, podczas gali PRIDE Final Conflict 2005 w Saitamie. Rua awansował do finału, pokonawszy przez TKO Alistaira Overeema. Zmierzył się w nim z innym Brazylijczykiem, utytułowanym grapplerem Ricardo Aroną. Rua znokautował go w pierwszej rundzie walki ciosami młotkowymi, zwyciężając w całym turnieju.
W lutym 2006 roku odniósł swoją jedyną porażkę w PRIDE, gdy przegrał z Markiem Colemanem przez TKO z powodu złamania ręki. Po rehabilitacji stoczył w Japonii jeszcze 4 walki, wszystkie wygrywając (m.in. z Randlemanem i rewanż z Overeemem).

### UFC
W 2007 roku PRIDE FC została zakupiona przez właścicieli konkurencyjnej amerykańskiej organizacji Ultimate Fighting Championship (UFC). Rua zadebiutował w niej we wrześniu, podczas gali UFC 76. Będąc nieprzygotowanym kondycyjnie do walki, przegrał przez poddanie z niżej notowanym Forrestem Griffinem. Dodatkowo doznał ciężkiej kontuzji kolana, która wyeliminowała go z kolejnych startów na niemal 15 miesięcy.
Do octagonu powrócił w styczniu 2009 roku, gdy pokonał Marka Colemana, rewanżując mu się za porażkę sprzed trzech lat. Trzy miesiące później znokautował byłego mistrza UFC Chucka Liddella. Zwycięstwo nad Liddellem otworzyło przed Ruą szansę walki o mistrzostwo UFC w wadze półciężkiej z niepokonanym Lyoto Machidą. Doszło do niej 24 października 2009 roku (UFC 104) w Los Angeles. Machida pokonał rodaka przez jednogłośną decyzję sędziów po 5 rundach walki. Werdykt był jednak kontrowersyjny i spotkał się z powszechną krytyką kibiców i prasy. W odpowiedzi władze UFC zapowiedziały walkę rewanżową. Rozegrana została ona 8 maja 2010 roku w Montrealu (UFC 113). Rua odebrał Machidzie tytuł, nokautując go w pierwszej rundzie.
Mistrzostwo stracił w jego pierwszej obronie, gdy 19 marca 2011 roku przegrał w Newark przez TKO z Jonem Jonesem. Brazylijczyk został całkowicie zdominowany, przegrywając zdecydowanie dwie pierwsze rundy. W trzeciej, gdy został powalony ciosem sierpowym w korpus, walka została w końcu przerwana przez sędziego.
W sierpniu 2011 roku, podczas gali UFC w Rio de Janeiro zrewanżował się Forrestowi Griffinowi za porażkę sprzed czterech lat, nokautując go ciosami pięściami w pierwszej rundzie. 19 listopada 2011 roku na gali UFC 139 uległ Danowi Hendersonowi, przegrywając jednogłośną decyzją sędziowską. 4 sierpnia 2012 roku wygrał pojedynek z Brandonem Verą przez KO w 4. rundzie na gali UFC on FOX 4 : Rua vs. Vera .
Na gali UFC on FOX 5 : Henderson vs. Diaz, która odbyła się 8 grudnia 2012 roku przegrał po 3 rundach jednogłośną decyzją sędziowską z młodym szwedem Alexandrem Gustafssonem.  
Następną walkę stoczył 17 sierpnia 2013 roku w Bostonie z Chaelem Sonnenem, którą przegrał przez poddanie.   
W latach 2013–2015 wygrywał m.in. z Rogério Nogueira w rewanżowym starciu na punkty oraz przegrywał - również w rewanżu z Hendersonem przez TKO.  
Na gali UFC 198: Werdum vs. Miocic, która odbyła się 14 maja 2016 roku w Kurytybie po bardzo wyrównaj walce wygrał z Amerykaninem Coreyem Andersonem.  
21 stycznia 2023 roku na UFC 283 zmierzył się z Ukraińcem, Ihorem Potierią. Przegrał walkę przez techniczny nokaut w pierwszej rundzie. W wywiadzie po walce ogłosił zakończenie kariery sportowej.  

## Osiągnięcia

### Mieszane sztuki walki
- 2005: PRIDE Middleweight Grand Prix – 1. miejsce w turnieju wagi średniej
- 2010–2011: mistrz UFC w wadze półciężkiej
- 2010: World MMA Awards – nokaut roku przeciwko Lyoto Machidzie[7]

## Lista walk MMA
| Wynik     | Bilans  | Przeciwnik (bilans przed walką) | Rozstrzygnięcie                                                 | Runda | Czas | Gala                                        | Data       | Miejsce        | Uwagi                                                        |
| --------- | ------- | ------------------------------- | --------------------------------------------------------------- | ----- | ---- | ------------------------------------------- | ---------- | -------------- | ------------------------------------------------------------ |
| Przegrana | 27-14-1 | Ihor Potieria (18-3)            | TKO (ciosy pięściami)                                           | 1     | 4:05 | UFC 283                                     | 21.01.2023 | Rio de Janeiro |                                                              |
| Przegrana | 27-13-1 | Ovince Saint Preux (25-16)      | Decyzja (niejednogłośna)                                        | 3     | 5:00 | UFC 274                                     | 07.05.2021 | Phoenix        |                                                              |
| Przegrana | 27-12-1 | Paul Craig (13-4-1)             | TKO (poddanie po ciosach)                                       | 2     | 3:36 | UFC 255                                     | 21.11.2020 | Las Vegas      |                                                              |
| Wygrana   | 27-11-1 | Antônio Rogério Nogueira (23-9) | Decyzja (niejednogłośna)                                        | 3     | 5:00 | UFC on ESPN: Whittaker vs. Till             | 26.07.2020 | Abu Zabi       |                                                              |
| Remis     | 26-11-1 | Paul Craig (12-4)               | Remis (niejednogłośny)                                          | 3     | 5:00 | UFC Fight Night: Błachowicz vs. Jacaré      | 16.11.2019 | São Paulo      |                                                              |
| Wygrana   | 26-11   | Tyson Pedro (7-2)               | TKO (ciosy pięściami)                                           | 3     | 0:43 | UFC Fight Night 142: Dos Santos vs. Tuivasa | 02.12.2018 | Adelaide       | Bonus za występ wieczoru                                     |
| Przegrana | 25-11   | Anthony Smith (30-13)           | TKO (ciosy pięściami)                                           | 1     | 3:32 | UFC Fight Night: Shogun vs. Smith           | 22.07.2018 | Hamburg        |                                                              |
| Wygrana   | 25-10   | Gian Villante (15-7)            | TKO (ciosy pięściami)                                           | 3     | 0:59 | UFC Fight Night: Belfort vs. Gastelum       | 11.03.2017 | Fortaleza      |                                                              |
| Wygrana   | 24-10   | Corey Anderson (8-1)            | Decyzja (niejednogłośna)                                        | 3     | 5:00 | UFC 198                                     | 14.05.2016 | Kurytyba       |                                                              |
| Wygrana   | 23-10   | Antônio Rogério Nogueira (21-6) | Decyzja (jednogłośna)                                           | 3     | 5:00 | UFC 190                                     | 01.08.2015 | Rio de Janeiro | Bonus za walkę wieczoru                                      |
| Przegrana | 22-10   | Ovince Saint Preux(16-6)        | TKO (cios pięścią)                                              | 1     | 0:34 | UFC Fight Night: Shogun vs. St. Preux       | 08.11.2014 | Uberlândia     |                                                              |
| Przegrana | 22-9    | Dan Henderson (29-11)           | TKO (cios pięścią)                                              | 3     | 1:31 | UFC Fight Night: Shogun vs. Henderson 2     | 23.03.2014 | Natal          | Bonus za walkę wieczoru                                      |
| Wygrana   | 22-8    | James Te Huna (16-6)            | KO (cios pięścią)                                               | 1     | 1:03 | UFC Fight Night: Hunt vs. Bigfoot           | 07.12.2013 | Brisbane       | Bonus za nokaut wieczoru                                     |
| Przegrana | 21-8    | Chael Sonnen (27-13-1)          | Poddanie (duszenie gilotynowe)                                  | 1     | 4:47 | UFC Fight Night: Shogun vs. Sonnen          | 17.08.2013 | Boston         |                                                              |
| Przegrana | 21-7    | Alexander Gustafsson (14-1)     | Decyzja (jednogłośna)                                           | 5     | 5:00 | UFC on FOX: Henderson vs.Diaz               | 8.12.2012  | Seattle        |                                                              |
| Wygrana   | 21-6    | Brandon Vera (12-5)             | TKO (ciosy pięściami)                                           | 4     | 4:09 | UFC on FOX: Shogun vs. Vera                 | 4.08.2012  | Los Angeles    |                                                              |
| Przegrana | 20-6    | Dan Henderson (28-8)            | Decyzja (niejednogłośna)                                        | 5     | 5:00 | UFC 139:                                    | 19.11.2011 | San Jose       | Bonus za walkę wieczoru                                      |
| Wygrana   | 20-5    | Forrest Griffin (18-6)          | TKO (ciosy pięściami)                                           | 1     | 1:53 | UFC 134                                     | 27.08.2011 | Rio De Janeiro |                                                              |
| Przegrana | 19-5    | Jon Jones (12-1)                | KO (ciosy pięściami i kolanami)                                 | 3     | 2:37 | UFC 128                                     | 19.03.2011 | Newark         | Stracił pas UFC w wadze półciężkiej                          |
| Wygrana   | 19-4    | Lyoto Machida (16-0)            | TKO (ciosy pięściami)                                           | 1     | 3:35 | UFC 113                                     | 08.05.2010 | Montreal       | Zdobył pas UFC w wadze półciężkiej. Bonus za nokaut wieczoru |
| Przegrana | 18-4    | Lyoto Machida (15-0)            | Decyzja (niejednogłośna)                                        | 5     | 5:00 | UFC 104                                     | 24.10.2009 | Los Angeles    | Pojedynek o pas UFC w wadze półciężkiej                      |
| Wygrana   | 18-3    | Chuck Liddell (21-6)            | TKO (ciosy pięściami)                                           | 1     | 4:28 | UFC 97                                      | 19.04.2009 | Montreal       | Bonus za nokaut wieczoru                                     |
| Wygrana   | 17-3    | Mark Coleman (15-8)             | TKO (ciosy pięściami)                                           | 3     | 4:36 | UFC 93: Franklin vs. Henderson              | 17.02.2009 | Londyn         | Bonus za walkę wieczoru                                      |
| Przegrana | 16-3    | Forrest Griffin (14-4)          | Poddanie (duszenie zza pleców)                                  | 3     | 4:45 | UFC 76                                      | 22.09.2007 | Anaheim        | Debiut w UFC                                                 |
| Wygrana   | 16-2    | Alistair Overeem (24-9)         | KO (ciosy pięściami)                                            | 1     | 3:37 | PRIDE 33: Second Coming                     | 24.02.2007 | Las Vegas      |                                                              |
| Wygrana   | 15-2    | Kazuhiro Nakamura (11-5)        | Decyzja (jednogłośna)                                           | 3     | 5:00 | PRIDE: Shockwave 2006                       | 31.12,2006 | Saitama        |                                                              |
| Wygrana   | 14-2    | Kevin Randleman (16-11)         | Poddanie (dźwignia na staw kolanowy)                            | 1     | 2:35 | PRIDE 32: The Real Deal                     | 21.10.2006 | Las Vegas      |                                                              |
| Wygrana   | 13-2    | Cyrille Diabate (10-5-1)        | TKO (soccer kicks)                                              | 1     | 5:29 | PRIDE: Final Conflict Absolute              | 10.10.2006 | Saitama        |                                                              |
| Przegrana | 12-2    | Mark Coleman (14-7)             | TKO (niezdolność do walki - złamane ramię przy próbie obalenia) | 1     | 0:49 | PRIDE 31: Dreamers                          | 26.02.2006 | Saitama        |                                                              |
| Wygrana   | 12-1    | Ricardo Arona (12-2)            | KO (ciosy pięściami)                                            | 1     | 2:54 | PRIDE: Final Conflict 2005                  | 28.08.2005 | Saitama        | PRIDE Middleweight GP 2005 - finał turnieju                  |
| Wygrana   | 11-1    | Alistair Overeem (21-5)         | TKO (ciosy pięściami)                                           | 1     | 6:42 | PRIDE: Final Conflict 2005                  | 28.08.2005 | Saitama        | PRIDE Middleweight GP 2005 - półfinał turnieju               |
| Wygrana   | 10-1    | Antônio Rogério Nogueira (11-1) | Decyzja (jednogłośna)                                           | 3     | 5:00 | PRIDE: Critical Countdown 2005              | 26.06.2005 | Saitama        | PRIDE Middleweight GP 2005 - ćwierćfinał turnieju            |
| Wygrana   | 9-1     | Quinton Jackson (21-5)          | TKO (soccer kicks)                                              | 1     | 4:47 | PRIDE: Total Elimination 2005               | 23.06.2005 | Osaka          | PRIDE Middleweight GP 2005 - runda otwierająca               |
| Wygrana   | 8-1     | Hiromitsu Kanehara (22-14-1)    | TKO (stompy)                                                    | 1     | 1:40 | PRIDE 29: Fists of Fire                     | 20.02.2005 | Saitama        |                                                              |
| Wygrana   | 7-1     | Yasuhito Namekawa (19-15-2)     | TKO (ciosy pięściami)                                           | 1     | 6:02 | PRIDE: Bushido 5                            | 14.10.2004 | Osaka          |                                                              |
| Wygrana   | 6-1     | Akihiro Gōno (21-9-7)           | KO (ciosy pięściami i kopnięcie)                                | 1     | 9:04 | PRIDE: Bushido 2                            | 15.02.2004 | Jokohama       |                                                              |
| Wygrana   | 5-1     | Akira Shoji (11-8-5)            | TKO (ciosy pięściami)                                           | 1     | 3:47 | PRIDE: Bushido 1                            | 05.10.2003 | Saitama        |                                                              |
| Przegrana | 4-1     | Renato Sobral (22-6)            | Poddanie (duszenie gilotynowe)                                  | 1     | 3.07 | IFC: Global Domination                      | 06.10.2003 | Denver         | Półfinał turnieju International Fighting Championship        |
| Wygrana   | 4-0     | Erick Wanderley (0-0)           | TKO (ciosy pięściami)                                           | 2     | 2:54 | IFC: Global Domination                      | 06.10.2003 | Denver         | Ćwierćfinał turnieju International Fighting Championship     |
| Wygrana   | 3-0     | Evengelista Santos(7-3)         | TKO (ciosy pięściami)                                           | 1     | 2:31 | Meca 9                                      | 01.08.2003 | Rio De Janeiro |                                                              |
| Wygrana   | 2-0     | Angelo Antonio (0-0)            | TKO (soccer kicks)                                              | 1     | 0:55 | Meca 8: Meca World Vale Tudo 8              | 16.05.2003 | Kurytyba       |                                                              |
| Wygrana   | 1-0     | Rafael Freitas (0-0)            | KO (kopnięcie w głowę)                                          | 1     | 4:00 | Meca 7: Meca World Vale Tudo 7              | 08.11.2002 | Kurytyba       | Debiut w MMA                                                 |